# Павел Кадержабек
Павел Кадержабек (чеськ. Pavel Kadeřábek, нар. 25 квітня 1992, Прага) — чеський футболіст, правий півзахисник і правий захисник німецького клубу «Гоффенгайм 1899» і національної збірної Чехії.

## Клубна кар'єра
У дорослому футболі дебютував 2009 року виступами за другу команду празької «Спарти», в якій провів два сезони, взявши участь у 35 матчах чемпіонату. Частину 2011 року провів в оренді у «Вікторії» (Жижков).
Повернувшись з оренди до «Спарти», почав дедалі частіше залучатися до складу її головної команди.
17 червня 2015 року уклав чотирирічний контракт з німецьким клубом «Гоффенгайм 1899».

## Виступи за збірні
2007 року дебютував у складі юнацької збірної Чехії, взяв участь у 54 іграх на юнацькому рівні, відзначившись 5 забитими голами.
З 2013 року залучався до складу молодіжної збірної Чехії. На молодіжному рівні зіграв у 5 офіційних матчах. Брав участь у молодіжному Євро-2015, де став автором першого голу турніру.
2014 року дебютував в офіційних матчах у складі національної збірної Чехії. Наразі провів у формі головної команди країни 14 матчів, забивши 2 голи.

## Титули і досягнення
- Чемпіон Чехії (1):

«Спарта»: 2013-14
- Володар кубка Чехії (1):

«Спарта»: 2013-14
- Володар Суперкубка Чехії (1):

«Спарта»: 2014